# Paul Meurice
Pour les articles homonymes, voir Meurice.
Ne doit pas être confondu avec Paul Meurisse.
François Paul Meurice, né le 5 février 1818 à Paris ancien 4e arrondissement où il est mort le 11 décembre 1905, est un romancier et dramaturge français, connu notamment pour l'amitié qui l'a lié à Victor Hugo pendant de nombreuses années.

## Biographie
Fils de Pierre Jacques Meurice et de Marie Françoise Giroux, François Paul Meurice est né dans l'ancien 4e arrondissement de Paris le 5 février 1818.
Paul Meurice est élève au cours Charlemagne puis étudiant à la faculté de droit de Paris mais c'est la littérature qu'il préfère. En 1842, il débute par une pièce donnée à l'Odéon : Falstaff, puis, en 1844 une imitation de l'Antigone de Sophocle.
En 1836, âgé de dix-huit ans, Paul Meurice, que son ami Auguste Vacquerie a présenté à Hugo, fréquente assidûment ce dernier. Il a des idées littéraires et s'essaie, pendant plusieurs années, à une carrière de dramaturge, faisant représenter plusieurs pièces.
En 1848, Hugo en fait le rédacteur en chef du journal L'Événement, qu'il vient de fonder, ce qui lui vaudra la prison en 1851. Sa complicité avec Hugo est très grande : le poète est témoin au mariage de son ami avec Palmyre Granger, fille du peintre Jean-Pierre Granger. Pendant les vingt années d'exil de Victor Hugo, Meurice a la charge des intérêts financiers et littéraires de l'écrivain proscrit.
Il continue par ailleurs sa propre carrière littéraire en publiant des romans, dont certains en collaboration avec Alexandre Dumas, dont il est l'un des prête-plume, et des pièces de théâtre. Il adapte pour la scène Notre-Dame de Paris, Les Misérables et Quatrevingt-treize.
Avec Vacquerie et les fils de Victor Hugo, Meurice fonde le journal Le Rappel en 1869. À la mort de Victor Hugo en 1885, Meurice et Vacquerie sont nommés exécuteurs testamentaires. À ce titre, Meurice s'occupe de l'agencement des recueils posthumes du poète. Il fonde la Maison de Victor Hugo à Paris en 1902.
Il meurt le 11 décembre 1905, à son domicile 24 rue Fortuny, dans le Paris 17e et est inhumé au cimetière du Père-Lachaise (26e division).

## Maison de Paul Meurice à Veules-les-Roses
Paul Meurice possédait une maison sur la côte normande à Veules-les-Roses. Il y habita de 1868 à 1905 et y accueillit plusieurs fois Victor Hugo. Pour commémorer ces visites, trois bas-reliefs en bronze provenant du monument parisien à Victor Hugo par Louis-Ernest Barrias (érigé en 1902, place Victor-Hugo) et sauvés de la destruction durant l'Occupation, ont été installés près de la maison de Meurice, accompagnés d'un médaillon de ce dernier dû au sculpteur Denys Puech.

## Œuvres
Théâtre
- Benvenuto Cellini, drame en 5 actes et 8 tableaux, musique Adolphe de Groot[6], Théâtre de la Porte-Saint-Martin, 1er avril 1852
- Schamyl, drame en 5 actes et 9 tableaux, musique Hippolyte Gondois[7], Théâtre de la Porte-Saint-Martin, 26 juin 1854
- Paris, drame en 5 actes, vingt-six tableaux, prologue et épilogue, Théâtre de la Porte-Saint-Martin, 21 juillet 1855[8]
- L'Avocat des pauvres, drame en 5 actes, Théâtre de la Gaîté, 15 octobre 1856
- Fanfan la Tulipe, drame en 7 actes, Théâtre de l'Ambigu-Comique, 6 novembre 1858
- Le Maître d'école, drame en 5 actes, Théâtre de l'Ambigu-Comique, 10 mars 1859
- Le Roi de Bohème et ses sept châteaux, drame en 6 actes, Théâtre de l'Ambigu-Comique, 22 octobre 1859
- François les bas-bleus, drame en 5 actes et 7 parties, Théâtre de l'Ambigu-Comique, 31 janvier 1863
- Les deux Diane, drame en 5 actes et 8 tableaux, Théâtre de l'Ambigu-Comique, 8 mars 1865
- La Vie nouvelle, comédie en 4 actes, avec prologue, Théâtre de l'Odéon, 8 avril 1867
- La Brésilienne, drame en 6 actes dont un prologue, Théâtre de l'Ambigu-Comique, 9 avril 1878
- Les Misérables avec Charles Hugo, d'après le roman de Victor Hugo, théâtre de la Porte-Saint-Martin
- Quatre-vingt-treize, drame d'après le roman de Victor Hugo, mis à la scène par Paul Meurice, Théâtre de la Gaîté, 24 décembre 1881
- Le Songe d'une nuit d'été, féerie d'après Shakespeare (1886)
- Struensée, drame, Comédie-Française, 5 novembre 1898

Pièces écrites en collaboration
- Avec Auguste Vacquerie : 
  - Paroles[9], comédie tirée de Shakespeare, Paris, Second Théâtre-Français, 28 février 1843
  - Antigone tragédie de Sophocle, Paris, Second Théâtre-Français, 21 mai 1844
- Avec Alexandre Dumas père : 
  - Hamlet, prince de Danemark, drame en vers en 5 actes et 8 parties d'après Shakespeare, Paris, Théâtre historique, 15 décembre 1847
- Avec George Sand : 
  - Les Beaux Messieurs de Bois-Doré, drame en 5 actes, 1862
  - Le Drac, drame fantastique en 3 actes, 1865
  - Cadio, drame en 5 actes et 8 tableaux, Théâtre de la Porte-Saint-Martin, 3 octobre 1868
- Notre-Dame de Paris, remanié d'après Paul Foucher, drame en 5 actes et 12 tableaux d'après le roman de Victor Hugo, 1886
- Avec Charles Hugo : 
  - Les Misérables, drame, d'après le roman de Victor Hugo, Théâtre de la Porte-Saint-Martin, 27 décembre 1899

Romans
- Le Château d'Eppstein, 1843, en collaboration avec Alexandre Dumas.
- Amaury, 1843, en collaboration avec Alexandre Dumas.
- Ascanio, 1844, en collaboration avec Alexandre Dumas.
- Les Deux Diane, Paris, Cadot, 10 vol., 1846-1847 (attribué à Alexandre Dumas, mais en réalité écrit partiellement, voire en entier par Meurice).
- Le Trou de l'Enfer, 1850, en collaboration avec Alexandre Dumas.
- Le Capitaine Richard, 1854, en collaboration avec Alexandre Dumas.
- La Famille Aubry 3 vol., 1854.
- Scènes du foyer. La Famille Aubry, Paris, Michel Lévy frères, 1856[10].
- Louspillac et Beautrubin, Paris, A. Cadot, 1854[10] (réédité en 1857 chez Michel Lévy sous le titre Les tyrans de village).
- Les Chevaliers de l'esprit. Césara, Paris, Michel Lévy et frères, 1869[10].
- Le Songe de l'amour, 1889.

Nouvelle
- L'École des propriétaires, écrit en  1847 ; publié en 1857 chez Michel Lévy et frères, à la suite du roman Les Tyrans de village.

Correspondance
- Correspondance entre Victor Hugo et Paul Meurice, préface de Jules Claretie, 1909.

### Iconographie
- Portrait photographique par Charles Gallot (1838-1919). Gazette de l'Hôtel Drouot, 14 mai 2018, vente Pierre Bergé, lot no 132.